# Lončar Brdo
Lončar Brdo is een plaats in de gemeente Netretić in de Kroatische provincie Karlovac. De plaats telt 9 inwoners (2001).